# کانریوسای تاکدا
کانریوسای تاکدا (به ژاپنی: 武田 観柳斎 Takeda Kanryūsai); ۱ ژانویهٔ ۱۸۳۰ – ۲۲ ژوئن ۱۸۶۷) سامورایی و فرمانده واحد پنجم شینسنگومی، نیروی انتظامی ویژه رژیم شوگون‌سالاری توکوگاوا بود.
او به نحوی با کوندو ایسامی در ادو آشنا شده بود و در اوایل زمستان ۱۸۶۳ یا ۱۸۶۴، در سن ۳۰ سالگی، به گروه او پیوست. او بر اساس اعتبارش در استراتژی نظامی، به عنوان دستیار فوکوچو به یک سمت مدیریتی منصوب شد. در آنجا، او با چاپلوسی، خود را در نظر کوندو عزیز کرد و مورد نفرت اکثر اعضای دیگر قرار گرفت. تاکدا برای کمک به دستگیری فوروتاکا شونتارو (همچنین به عنوان ماسویا کیمون شناخته می‌شود)، که منجر به حادثه ایکه‌دایا می‌شود، منصوب شد.
او یکی از اعضای گروه کوندو بود و به ایمن‌سازی محیط ایکه‌دایا کمک کرد. تاکدا پس از ورود گروه هیجیکاتا در نبرد داخلی شرکت کرد و سقف را پایین آورد و یک رونین از قلمرو توسا را کشت. او ۲۰ ریو (سکه طلا) جایزه برای شجاعت در مبارزه دریافت کرد. بلافاصله پس از آن، او به عنوان یک افسر به رستوران آکه بونه Akebono فرستاده شد تا گزارش‌هایی مبنی بر اینکه یک رونین از ناگاتو ولایت ناگاتو در آن نگهداری می‌شد، بررسی کند.
وقتی ناگاکورا شینپاچی و دیگران به دلیل رهبری ظاهراً مستبدانه کوندو، از قلمرو آیزو درخواست کمک کردند، تاکدا تلاش کرد تا بین دو طرف میانجیگری کند. پس از آن، او به امور نظامی مانند افزایش رتبه شینسنگومی روی آورد. در ماه سپتامبر، به عنوان منشی کوندو او را به ادو همراهی کرد؛ در ماه نوامبر، به عنوان مشاور نظامی به ناگاتو رفت. او در آن زمان از مشاور نظامی ایتو کاشیتارو رتبه بالاتری داشت. با این حال، شینسنگومی‌ها در زمان خدمت ایتو کاشیتارو، شروع به اتخاذ تکنیک‌های نظامی غربی بیشتری بر اساس ارتش فرانسه کرده بودند که سبک کوشوی تاکدا را منسوخ کرد. با این حال، درخواست هوشمندانه از کوندو، تاکدا را در سال ۱۸۶۵ به مقام فرمانده واحد پنجم رساند. او همچنین استراتژی و تاکتیک تدریس می‌کرد.